# 전국향
전국향(1963년 7월 26일~)은 대한민국의 배우이다.

## 학력
- 1983년~1985년 서울예술대학교 연극과

## 경력
- 1985년~ 한국연극배우협회 회원
- 2013년~2015년 서울연극협회 부회장

## 출연

### 드라마
- 2017년 tvN 《세상에서 가장 아름다운 이별》
- 2019년 JTBC 《바람이 분다》 - 이수진의 어머니 역
- 2019년 KBS 2TV 《동백꽃 필 무렵》 - 홍은실 역
- 2019년 KBS 2TV 《KBS 드라마 스페셜 - 스카우팅 리포트》 - 김옥분 역
- 2020년 채널A 《유별나! 문셰프》 - 윤자 할매 역
- 2020년 MBC 《꼰대인턴》 - 가열찬의 어머니 역
- 2020년 MBC 《저녁 같이 드실래요?》 - 이문정 역
- 2021년 tvN 《빈센조》 - 신광금융 회장 역(특별 출연)
- 2021년 tvN 《멜랑꼴리아》 - 신경인 역
- 2022년 JTBC 《기상청 사람들 : 사내 연애 잔혹사 편》 - 이 여사 역
- 2022년 Netflix 《소년심판》 - 심은석의 시어머니 역
- 2022년 tvN 《킬힐》 - 우현의 시어머니 역
- 2022년 tvN 《조선 정신과 의사 유세풍》 - 할망 역
- 2023년 tvN 《조선 정신과 의사 유세풍2》 - 할망 역
- 2023년 SBS 《악귀》 - 여수련 역
- 2023년 MBC 《연인》 - 애복 역
- 2023년 Netflix 《정신병동에도 아침이 와요》 - 수연의 어머니 역
- 2024년 KBS 2TV 《완벽한 가족》 - 한 여사 역
- 2024년 ENA 《취하는 로맨스》 - 조필남 역
- 2025년 MBC 《노무사 노무진》 - 양은자 역

### 영화
- 1994년 《한줌의 시간속에서》 - 문둥이들 역
- 2001년 《와이키키 브라더스》 - 수철 부인 역
- 2002년 《생활의 발견》 - 성우 사촌누나 역
- 2003년 《선생 김봉두》 - 최예순 모 역
- 2003년 《역전에 산다》 - 마마 역
- 2004년 《여선생 VS 여제자》 - 항의 학부모 역
- 2007년 《못말리는 결혼》 - 아줌마 2 역
- 2007년 《화려한 휴가》 - 병조 모 역
- 2012년 《맞선》 - 목소리 역
- 2012년 《광해, 왕이 된 남자》 - 정 상궁 역
- 2012년 《타워》 - 애자 역
- 2013년 《설인》 - 연수 장모 목소리 역
- 2014년 《신이 보낸 사람》 - 영순 역
- 2014년 《역린》 - 세답방 상궁 역
- 2015년 《창백한 얼굴들》 - 할매/하얀 치마 아줌마 역
- 2015년 《불한당들》 - 엄마 역
- 2016년 《설행 눈길을 걷다》 - 원장 수녀 역
- 2016년 《범죄의 여왕》 - 303호 엄마 역
- 2018년 《리틀 포레스트》 - 복순 고모 역
- 2019년 《선희와 슬기》
- 2019년 《버티고》 - 신서영 모 역
- 2019년 《82년생 김지영》 - 큰 고모 역
- 2020년 《욕창》 - 나길순 역
- 2022년 《니 부모 얼굴이 보고 싶다》 - 정욱 엄마 역
- 2022년 《혜옥이》 - 라엘 / 혜옥 엄마 역
- 2023년 《교섭》 - 박성진 모 역

### 공연

#### 연극
- 1985년 《필부의 꿈》
- 1986년 《뺑떡 에미 굿판》
- 1987년 《리어왕》
- 1988년 《마가렛 랜던》
- 1988년 《불의 나라》
- 1989년 《춘풍의 처》
- 1990년 《비닐하우스》
- 1991년 《물보라》
- 1995년 《코》
- 1998년 《불효자는 웁니다》
- 1998년 《아! 정정화》
- 1999년 《황금 연못으로 가는 길》
- 1999년 《미친 햄릿》
- 1999년 《사랑을 주세요》
- 2002년 《제삿날》 - 어머니 역
- 2002년 《파행》
- 2005년 《떼도적》
- 2006년 《I am 신데렐라》 - 계모 역
- 2007년 《친정 엄마》 - 서울댁 역
- 2007년 《바람의 욕망》 - 친구 역
- 2008년 《다홍 치마》 - 귀례 역
- 2009년 《친정 엄마와 2박 3일》 - 장군이네/시어머니 역
- 2009년 《흉가에 볕들어라》 - 삼승 할망 역
- 2010년 《바냐 아저씨》 - 마리나 역
- 2010년 《홍어》
- 2011년 《흑인 창녀를 위한 고백》 - 난시 역
- 2012년 《과부들》 - 떼레싸 쌀라스 역
- 2013년 《알리바이 연대기》
- 2014년 《팬티 입은 소년》 - 오버로크 할머니 역
- 2014년 《이바노프》 - 지나이다 역
- 2015년 《씨름》
- 2015년 《뽕짝》
- 2015년 《하나코》 - 렌 역
- 2016년 《혈맥》 - 옥매 역
- 2016년 《단편 소설집》 - 루스 스타이너 역
- 2016년 《아버지의 선물》 - 할머니 역
- 2017년 《인생 오후 그리고 꿈》
- 2017년 《사건 발생 1980》
- 2017년 《숨비소리》 - 여 노인 역
- 2017년 《병동 소녀는 집으로 돌아가지 않는다》
- 2018년 《여도》 - 정희왕후 역
- 2018년 《애도하는 사람》
- 2018년 《신의 아그네스》 - 원장 수녀 역
- 2018년 《율구》
- 2019년 《이카이노의 눈》
- 2019년 《인형의 집 Part 2》 - 앤 마리(유모) 역
- 2020년 《화전가》 - 권씨 역
- 2021년 《조치원 새가 이르는 곳》 - 엄마 역
- 2021년 《빈센트 리버》 - 아니타 역
- 2022년 《엔젤스 인 아메리카》 - 한나 포터 피트 외 역

#### 뮤지컬
- 1987년 《왕과 나》
- 1988년 《돈 키호테》
- 1990년 《베를린이여 안녕히》
- 1992년 《캬바레》
- 1992년 《레 미제라블》
- 2007년 《희망 세일》
- 2012년 《두 도시 이야기》 - 미스 프로스 역

## 수상
- 2015년 제15회 2인극 페스티벌 연기상
- 2017년 한국연극배우협회 송년의 밤 올해의 배우상

## 가족 관계
- 배우자: 신현종(1961년~)
  - 딸: 신지나(1991년~)